# Kardinal-Nagl-Platz (métro de Vienne)
Pour les articles homonymes, voir Kardinal (homonymie) et Nagl.
Kardinal-Nagl-Platz est une station de métro de Vienne.

### Accueil

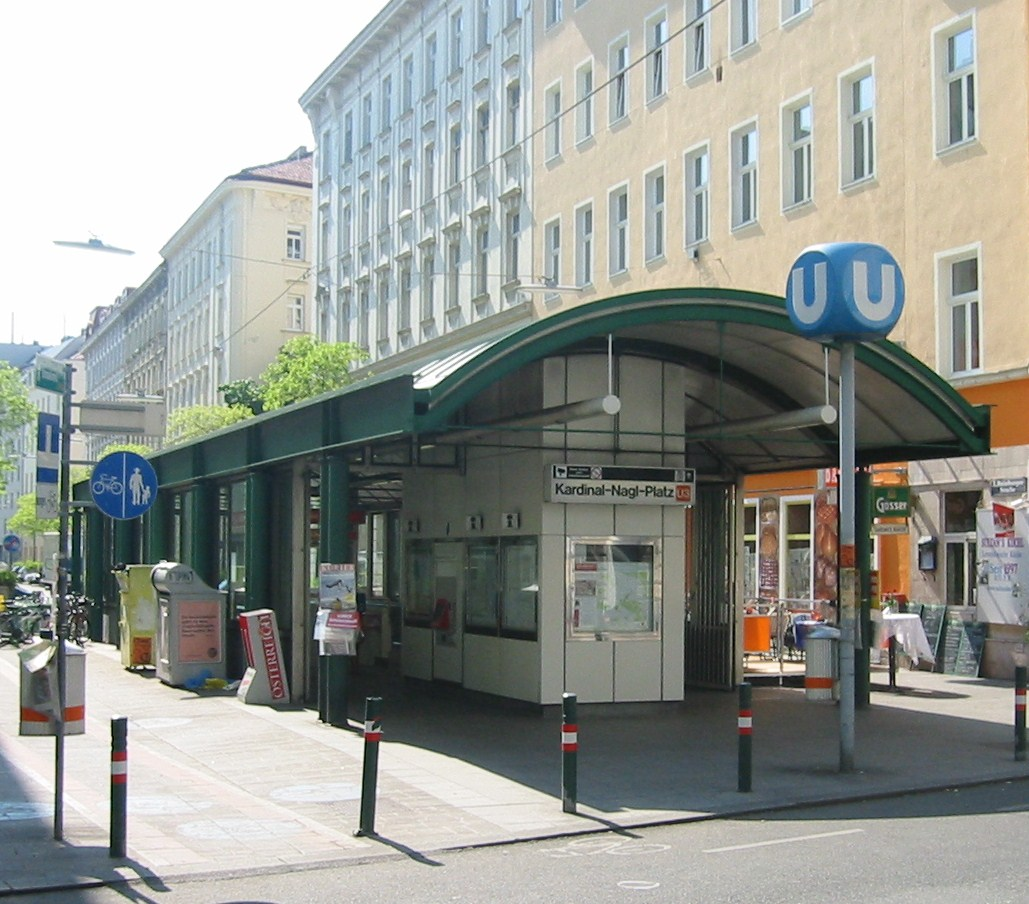
Entrée de la station.